# Třída Flyvefisken
Třída Flyvefisken (jinak též Standard Flex 300 či SF300) jsou víceúčelové válečné lodě postavené pro dánské královské námořnictvo. Díky standardizovanému trupu a modulární konstrukci systému StanFlex může být každá z nich rychle upravena na raketový člun, stíhač ponorek, minonosku, minolovku či hlídkový člun. V letech 1989–1996 bylo do služby zařazeno 14 jednotek této třídy. Dánské námořnictvo v roce 2007 prodalo tři jednotky Litvě a člun Svaerdfisken nechalo sešrotovat. Roku 2016 Litva zakoupila čtvrtou jednotku. Druhým zahraničním uživatelem třídy se stalo Portugalsko, které zakoupilo čtyři dánským námořnictvem vyřazená plavidla.

## Stavba
Všech 14 jednotek této třídy postavila dánská loděnice Aalborg Vaerft v Aalborgu.
Jednotky třídy Flyvefisken:
| Jméno              | Spuštěna          | Dodání            | Status |
| ------------------ | ----------------- | ----------------- | --- |
| Flyvefisken (P550) | 26. dubna 1986    | 19. prosince 1989 | Vyřazena, 30. května 2008 prodána Litvě jako Zemaitis (P11).                                                         |
| Hajen (P551)       | 6. prosince 1988  | 19. července 1990 | Vyřazena, 28. ledna 2009 prodána Litvě jako Djukas (P12).                                                            |
| Havkatten (P552)   | 30. května 1989   | 1. listopadu 1990 | Vyřazena 2012, 23. listopadu 2016 prodána Litvě, do litevského námořnictva zařazena 11. ledna 2017 jako Sėlis (P15). |
| Laxen (P553)       | 17. října 1989    | 22. března 1991   | Vyřazen 2010. |
| Makrelen (P554)    | 7. března 1990    | 1. října 1991     | Vyřazen 2010. |
| Støren (P555)      | 14. prosince 1990 | 24. dubna 1992    | Vyřazen 2010. |
| Sværdfisken (P556) | 1. září 1991      | 1. února 1993     | Vyřazen 2006. |
| Glenten (P557)     |                   | 29. dubna 1993    | Vyřazen 2010, roku 2014 prodán Portugalsku jako Mondengo (P592).                                                     |
| Gribben (P558)     |                   | 1. července 1993  | Vyřazen 2010, prodán Portugalsku na náhradní díly.                                                                   |
| Lommen (P559)      |                   | 21. ledna 1994    | Vyřazena, 12. března 2010 prodána Litvě jako Aukstaitis (P14).                                                       |
| Ravnen (P560)      |                   | 17. října 1994    | Vyřazen 2010, roku 2014 prodán Portugalsku jako Douro (P591).                                                        |
| Skaden (P561)      |                   | 10. dubna 1995    | Vyřazen 2010, prodán Portugalsku jako Guadiana (P593).                                                               |
| Viben (P562)       |                   | 15. ledna 1996    | Vyřazen 2010, prodán Portugalsku jako Tejo (P590).                                                                   |
| Søløven (P563)     | 6. června 1995    | 28. května 1996   | Aktivní. |

## Konstrukce

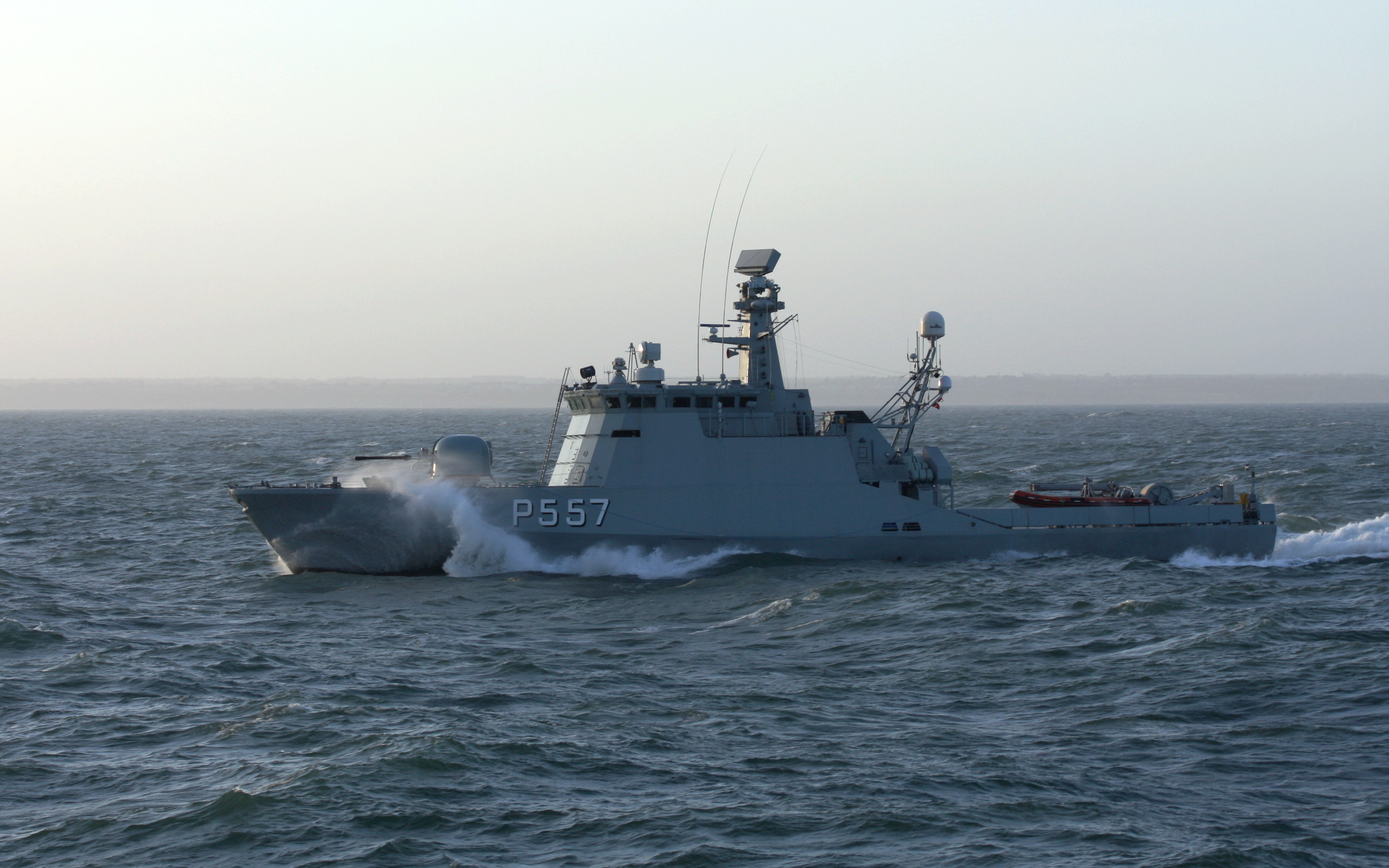
Glenten (P557)

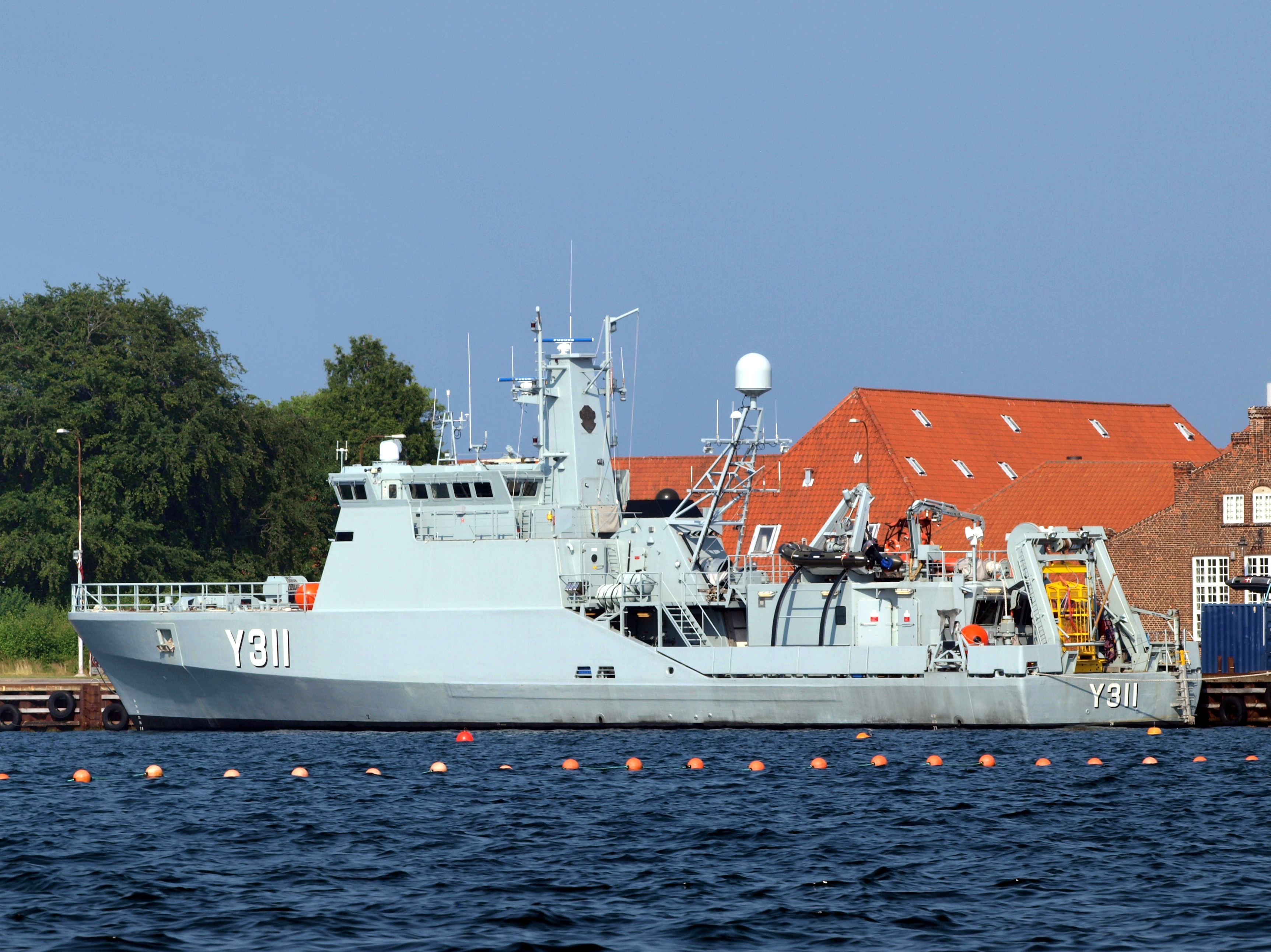
Søløven (Y311)

Systém StanFlex využívá standardizovaných kontejnerů o rozměrech 3,5×3×2,5 metru, nesoucích různou výzbroj a vybavení. Jejich výměnou lze rychle měnit vlastnosti lodě. Jeden modul se nachází na přídi a tři na zádi za nástavbou. Pro všechny verze je shodný velící systém, radary a sonar. Pohonný systém je koncepce CODAG. Tvoří ho dva diesely MTU 16V396 TB94 pro ekonomickou plavbu a plynová turbína General Electric LM2500 pro bojové situace. Nejvyšší rychlost je 30 uzlů. Pouze s diesely je to 20 uzlů.
Raketový člun nese na přídi dělovou věž se 76,2mm kanónem OTO Melara Super Rapid. Dále má osm protilodních střel Boeing Harpoon s dosahem 120 km, vertikální vypouštěcí silo pro šest protiletadlových řízených střel Sea Sparrow a dva 533mm torpédomety pro torpéda Bofors TP613.
Minolovka má 76,2mm kanón, dva 12,7mm kulomety, střely Sea Sparrow a dvě dálkově ovládané ponorky pro likvidaci min. Minonoska má 76,2mm kanón a 60 min. K boji proti ponorkám mohou sloužit 324mm protiponorková torpéda MU90 Impact a hlubinné pumy.

## Zahraniční uživatelé
- Litva Litevské námořnictvo – Zařadilo do služby čtyři Dány vyřazená plavidla.

- Portugalsko Portugalské námořnictvo – Zařadilo do služby čtyři Dány vyřazená plavidla, přičemž pátá jednotka Gribben byla zakoupena na náhradní díly. Vzhledem k dobrým zkušenostem s provozem této třídy bylo rozhodnuto zařadit do služby i tuto pátou jednotku.[4]